# Pantoum
De pantoum (pantoen of pantoun) is een dichtvorm die te vergelijken is met een villanelle. Een pantoum, ook wel Tibetaans gedicht of Maleisisch vers genoemd, is een dichtvorm van twintig regels, waarbij een aantal van die regels wordt herhaald. 
De pantoum is samengesteld uit een reeks kwatrijnen, waarbij de tweede en vierde regel van elke strofe wordt herhaald als de eerste en derde regel van de volgende. Dit patroon wordt voortgezet in een onbeperkt aantal stanza's, behalve in de laatste strofe. De eerste en derde regel van het laatste couplet zijn de tweede en vierde van het voorlaatste. De eerste regel van het gedicht is de laatste regel van het laatste couplet. De derde regel van het eerste couplet is de tweede van het laatste couplet.
Idealiter zou de betekenis van de regels verschuiven wanneer ze worden herhaald, hoewel de woorden precies hetzelfde blijven. Dit kan worden gedaan door een verschuiving van interpunctie, een woordspeling, de dictie of simpelweg een wijziging van de context.

Ook in de muziek komt de pantoum, zij het zelden, voor: het meest bekende voorbeeld is de pantoum uit het pianotrio van Maurice Ravel. In dit stuk neemt Ravel een aantal eigenschappen va de literaire pantoum in zijn muziek over.